# Apollo 6

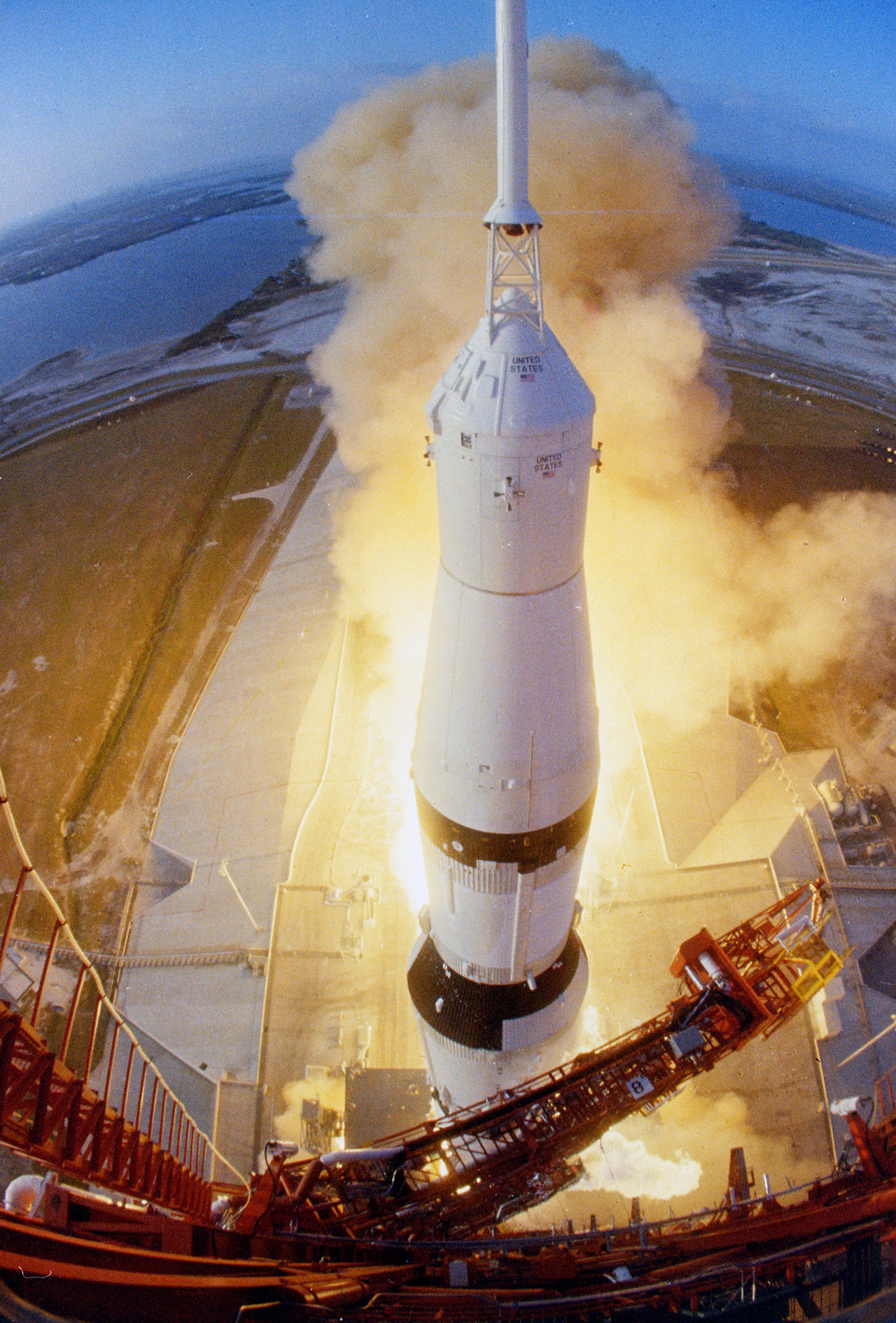
Start rakiety SA-502 z Apollo 6

Apollo 6 – statek kosmiczny, który 4 kwietnia 1968 odbył ostatni próbny lot bezzałogowy w ramach programu Apollo. Podczas tego lotu w rakiecie Saturn V wystąpiły problemy z układem paliwowym.

## Główne cele misji
źródło
- Wykazanie integralności strukturalnej i termicznej konstrukcji rakiety i statku kosmicznego
- Przeprowadzenie separacji członów rakiety nośnej:
  - S-II od S-IC
  - S-IVB od S-II
- Weryfikacja działania podsystemów rakiety nośnej, sterowania i nawigacji oraz systemu elektrycznego
- Ocena funkcjonowania systemu EDS (Emergency Detection System) rakiety nośnej
- Wykazanie sprawności infrastruktury naziemnej i procedur niezbędnych podczas startu, lotu i powrotu CM na Ziemię

## Podstawowe dane
źródło
- - Rakieta nośna – SA-502
  - Masa startowa rakiety nośnej – 2 770 600 kg
  - Statek kosmiczny – CM-020/SM-014, LTA-2R
  - Masa startowa statku kosmicznego – 42 725 kg
  - Stanowisko startowe – 39A
  - Start – 12:00:01 UTC, 4 kwietnia 1968
  - Azymut startu: 72°
  - Apogeum – 22 260 km (orbita najwyższa)
  - Liczba okrążeń: 3
  - Czas trwania misji – 9 godzin 57 minut 20 sekund
  - Wodowanie – 21:57:20 UTC, 4 kwietnia 1968, Pacyfik, 27°40′N, 157°55′W, okręt ratowniczy USS Okinawa (LPH-3).
  - Podjęcie CM – 03:55 UTC, 5 kwietnia[3].

## Przebieg misji
Podczas pracy pierwszego stopnia wystąpiły drgania podłużne (tzw. efekt POGO). Separacja stopnia S-IC od S-II przebiegła normalnie. Po 264 sekundach silniki nr 2 i 3 stopnia S-II wyłączyły się. Pozostałe musiały pracować 58 sekund dłużej, a silnik stopnia S-IVB 29 sekund. Oznaczało to większe zużycie paliwa i nie udało się wysłanie całej kombinacji na wydłużoną orbitę o apogeum 530 000 km, symulującą lot na Księżyc. W związku z niepowodzeniem, zastosowano alternatywny plan misji. Aby osiągnąć apogeum około 22 000 km użyto silnika statku Apollo (SPS). Operacja wymagała pracę silnika trwającą 442 sekundy. Resztka paliwa pozwoliła na kolejne odpalenie trwające najwyżej 23 sekundy. W tej sytuacji zrezygnowano z ponownego uruchomienia silnika SPS. Moduł dowodzenia wodował 91 km od wyznaczonego miejsca i został podjęty w dobrym stanie przez USS Okinawa (LPH-3).

## Ważne informacje
Był to pierwszy lot z systemem EDS w konfiguracji ze sprzężeniem zwrotnym, pierwszy podczas którego wszyscy kontrolerzy pracowali w Centrum Kontroli Lotów w Houston oraz pierwszy lot udoskonalonego włazu CM.